# Локастдејл (Пенсилванија)
Локастдејл (енгл. Locustdale) насељено је место без административног статуса у америчкој савезној држави Пенсилванија.

## Демографија
По попису из 2010. године број становника је 177, што је 107 (152,9%) становника више него 2000. године.
| Група             | 2000.       | 2010.       |
| Белци             | 70 (100,0%) | 176 (99,4%) |
| Афроамериканци    | 0 (0,0%)    | 0 (0,0%)    |
| Азијати           | 0 (0,0%)    | 0 (0,0%)    |
| Хиспаноамериканци | 0 (0,0%)    | 1 (0,6%)    |
| Укупно            | 70          | 177         |